# Egentliga ödlor
Egentliga ödlor (Lacertidae) är en familj i ordningen fjällbärande kräldjur. Medlemmarna lever i Europa, Afrika och Asien. De föredrar soliga, varma och främst torra habitat. Födan utgörs oftast av mindre ryggradslösa djur och ibland även av frön och frukter.

## Beskrivning
De flesta arterna vistas på marken och är små samt slanka. Kroppslängden varierar mellan 12 och 90 centimeter där mindre arter är vanligast. Dessa ödlor har fem tår vid varje fot och en tydlig svans. Tårna har ingen fästförmåga (som hos geckoödlor), vid strupen finns ingen säck, och även ryggkam saknas. Ögonens pupiller är runda och trumhinnan är tydligt synlig. Hannar har vid undersidan av låren körtlar som under parningstiden avsöndrar ett ämne som påminner om vax. Vid svansen finns vanligen ett ställe där den bakre delen kan avlägsnas. Svansspetsen växer sedan på nytt.
Hos de flesta arterna förekommer könsdimorfism, hannar är oftast mera färgglada än honor. Nästan alla arter lägger ägg (ovipari), några föder levande ungar (ovovivipari, däribland skogsödlan) och hos ett fåtal arter finns partenogenes.

## Systematik
Familjens och fylogenetiska släktskapsförhållanden är inte helt utredda. Enligt klassisk systematik tillhör familjen underordningen Scincomorpha, men efter nyare molekylärgenetiska undersökningar är de närmare släkt med underordningen masködlor (Amphisbaenia). I vissa avhandlingar bildar dessa grupper ett gemensamt taxon, Lacertibaenia.
För närvarande listas omkring 300 arter i cirka 40 släkten. Den följande listan är enligt online-databasen "Reptile Database". Dessutom listas en del utvalda arter.
- Släkte Acanthodactylus
  - Art Acanthodactylus erythrurus - fransfingerödla
- Släkte Adolfus
- Släkte Algyroides
  - Art Algyroides fitzingeri - dvärgkölödla
  - Art Algyroides  marchi - spansk kölödla
  - Art Algyroides moreoticus - grekisk kölödla
  - Art Algyroides nigropunctatus - dalmatisk kölödla
- Släkte Anatololacerta
- Släkte Apathya
- Släkte Archaeolacerta
  - Art Archaeolacerta oxycephala
  - Art Archaeolacerta mosorensis
- Släkte Atlantolacerta
- Släkteg Australolacerta
- Släkte Dalmatolacerta
- Släkte Darevskia
  - Art Darevskia armeriaca
- Släkte Dinarolacerta
- Släkte Eremias
- Släkte Gallotia - kanarieödlor
  - Art Gallotia caesaris
  - Art Gallotia galloti - blåkindad kanarieödla
- Släkte Gastropholis
- Släkte Heliobolus
- Släkte Hellenolacerta
- Släkte Holaspis
- Släkte Iberolacerta
  - Art Iberolacerta horvathi
- Släkte Ichnotropis
- Släkte Iranolacerta
- Släkte Lacerta - halsbandsödlor
  - Art Lacerta agilis - sandödla
  - Art Lacerta bilineata
  - Art Lacerta schreiberi - iberisk smaragdödla
  - Art Lacerta trilineata
  - Art Lacerta viridis
- Släkte Latastia
- Släkte Meroles
- Släkte Mesalina
- Släkte Nucras
- Släkte Omanosaura
- Släkte Ophisops
- Släkte Parvilacerta
- Släkte Pedioplanis
- Släkte Philochortus
- Släkte Phoenilacerta
- Släkte Podarcis
  - Art Podarcis muralis - murödla
  - Art Podarcis melisellensis
  - Art Podarcis tiliguerta
  - Art Podarcis taurica
  - Art Podarcis hispanica
  - Art Podarcis pityusensis - pituysisk murödla
  - Art Podarcis sicula
- Släkte Poromera
- Släkte Psammodromus
- Släkte Pseuderemias
- Släkte Scapteira
- Släkte Scelarcis
- Släkte Takydromus
  - Art Takydromus sexlineatus
- Släkte Teira
  - Art Teira dugesii
- Släkte Timon
  - Art Timon lepidus
- Släkte Tropidosaura
- Släkte Zootoca
  - Art Zootoca vivipara - skogsödla